# أندريس بيو
أندريس بيو (بالإسبانية: Andrés Bello) شاعر وكاتب ومفكر وسياسي تشيلي، وُلد في مدينة كاراكاس في فنزويلا في 29 نوفمبر 1781. درس الفلسفة والتشريع والطب والفنون. تم إرساله في مهمة دبلوماسية إلى بريطانيا بوصفه سكرتيرًا عام 1810. ساهم في نشر مجلتين لم تدوما طويلًا هما المكتبة الأمريكية عام 1923 والمرجع الأمريكي عام 1926- 1927، وقد حاول من خلالهما تقديم برنامج ثقافي خاص باللغات الأمريكية وآدابها. ثم عاد إلى تشيلي ليشغل مناصب سياسية مهمة في الحكومة، وأسس صحيفة الأراوكانو (1930-1953) وكان مؤسسًا ورئيسًا لجامعة تشيلي. وتوفي في سانتياغو دي تشيلي في 15 أكتوبر 1865.

## حياته
أًعجب أندريس بيو كثيرًا بالشعر الكلاسيكي، وظهر ذلك جليًا في أعماله الشعرية، وتأثر كثيرًا بكتابات فكتور هوغو وجورج غوردون بايرون. وألهمه الأدب الأمريكي وحبه للطبيعة في جعلها المحور الرئيسي لأعماله. عمل بيو في الترجمة وقام بإعداد العديد من الدراسات اللغوية والأدبية النقدية. وأسهم بيو بكتابه قواعد اللغة الإسبانية المعدة لاستخدام الأمريكان والرقيق الإسبان عام 1847 في المحافظة على وحدة اللغة القشتالية. وفي عام 1852، قام بيو بصياغة القانون المدني التشيلي استنادًا إلى القانون الروماني والقانون النابوليوني حيث جاء متوافقًا مع المواد القانونية للأمم الأمريكية اللاتينية الناشئة.

## أعماله
- قواعد اللغة الإسبانية المعدة لاستخدام الأمريكان والرقيق الإسبان (1847)
- مبادئ القانون الدولي
- ملخض تاريخ فنزويلا
- ساماس (1810)
- لقاح (1804)
- زراعة المنطقة الحرة
- خطاب إلى الشعر (1823)

## اقرأ أيضاً
- فرانشيسكو سانتاماريا

## روابط خارجية
- أندريس بيو على موقع الموسوعة البريطانية (الإنجليزية)
- أندريس بيو على موقع إن إن دي بي (الإنجليزية)